# Herrarnas fyra med styrman i rodd vid olympiska sommarspelen 1980
Herrarnas fyra med styrman i rodd vid olympiska sommarspelen 1980 avgjordes mellan den 20 och 27 juli 1980. Grenen hade totalt 60 deltagare från 12 länder.

## Medaljörer
| Gren             | Guld                                                                                               | Silver | Brons                                                                                         |
| Fyra med styrman | Östtyskland Dieter Wendisch Walter Dießner Ullrich Dießner Gottfried Döhn Andreas Gregor (styrman) | Sovjetunionen Arturs Garonskis Dimants Krišjanis Dzintars Krišjanis Žoržs Tikmers Juris Berzinš (styrman) | Polen Grzegorz Stellak Adam Tomasiak Grzegorz Nowak Ryszard Stadniuk Ryszard Kubiak (styrman) |

## Resultat

### Heat

#### Heat 1
| Placering | Roddare                                                                               | Land            | Tid     |
| --------- | ------------------------------------------------------------------------------------- | --------------- | ------- |
| 1         | Dieter Wendisch, Walter Dießner, Ullrich Dießner, Gottfried Döhn, Andreas Gregor      | Östtyskland     | 6:44,49 |
| 2         | Grzegorz Stellak, Adam Tomasiak, Grzegorz Nowak, Ryszard Stadniuk, Ryszard Kubiak     | Polen           | 6:47,61 |
| 3         | Artūrs Garonskis, Dimants Krišjānis, Dzintars Krišjānis, Žoržs Tikmers, Juris Bērziņš | Sovjetunionen   | 6:50,29 |
| 4         | Christo Aleksandrov, Vilkhelm Germanov, Georgi Petkov, Stoyan Stoyanov, Nenko Dobrev  | Bulgarien       | 6:53,37 |
| 5         | Laildo Machado, Wandir Kuntze, Walter Soares, Henrique Johann, Manuel Mandel          | Brasilien       | 6:59,98 |
| 6         | Pavel Konvička, Martin Hladík, Jan Kabrhel, Milan Suchopár, Antonín Barák             | Tjeckoslovakien | 7:06,38 |

#### Heat 2
| Placering | Roddare                                                                              | Land           | Tid     |
| --------- | ------------------------------------------------------------------------------------ | -------------- | ------- |
| 1         | José Manuel Bermúdez, Isidro Martín, Salvador Verges, Luis Lasúrtegui, Javier Sabriá | Spanien        | 6:43,35 |
| 2         | Lenny Robertson, Gordon Rankine, Colin Seymour, John Roberts, Alan Inns              | Storbritannien | 6:52,57 |
| 3         | Daniel Homberger, Peter Rahn, Roland Stocker, Peter Stocker, Karl Graf               | Schweiz        | 6:53,66 |
| 4         | Iain Kennedy, Pat McDonagh, Ted Ryan, Davey Gray, Noel Graham                        | Irland         | 7:00,28 |
| 5         | Milan Ćulibrk, Vladimir Krstić, Božidar Ðorđević, Dušan Kovačević, Saša Mimić        | Jugoslavien    | 7:00,58 |
| 6         | Francisco Mora, Juan Bueno, Juan Alfonso, Antonio Riaño, Enrique Carrillo            | Kuba           | 7:11,11 |

### Återkval

#### Heat 1
| Placering | Roddare                                                                           | Land            | Tid     |
| --------- | --------------------------------------------------------------------------------- | --------------- | ------- |
| 1         | Grzegorz Stellak, Adam Tomasiak, Grzegorz Nowak, Ryszard Stadniuk, Ryszard Kubiak | Polen           | 6:32,28 |
| 2         | Daniel Homberger, Peter Rahn, Roland Stocker, Peter Stocker, Karl Graf            | Schweiz         | 6:35,29 |
| 3         | Laildo Machado, Wandir Kuntze, Walter Soares, Henrique Johann, Manuel Mandel      | Brasilien       | 6:37,07 |
| 4         | Pavel Konvička, Martin Hladík, Jan Kabrhel, Milan Suchopár, Antonín Barák         | Tjeckoslovakien | 6:43,81 |
| 5         | Iain Kennedy, Pat McDonagh, Ted Ryan, Davey Gray, Noel Graham                     | Irland          | 6:56,78 |

#### Heat 2
| Placering | Roddare                                                                               | Land           | Tid     |
| --------- | ------------------------------------------------------------------------------------- | -------------- | ------- |
| 1         | Artūrs Garonskis, Dimants Krišjānis, Dzintars Krišjānis, Žoržs Tikmers, Juris Bērziņš | Sovjetunionen  | 6:28,14 |
| 2         | Christo Aleksandrov, Vilkhelm Germanov, Georgi Petkov, Stoyan Stoyanov, Nenko Dobrev  | Bulgarien      | 6:31,46 |
| 3         | Lenny Robertson, Gordon Rankine, Colin Seymour, John Roberts, Alan Inns               | Storbritannien | 6:33,25 |
| 4         | Milan Ćulibrk, Vladimir Krstić, Božidar Ðorđević, Dušan Kovačević, Saša Mimić         | Jugoslavien    | 6:43,94 |
| 5         | Francisco Mora, Juan Bueno, Juan Alfonso, Antonio Riaño, Enrique Carrillo             | Kuba           | 6:54,32 |

### Finaler

#### A-final
| Placering | Roddare                                                                               | Land          | Tid     |
| --------- | ------------------------------------------------------------------------------------- | ------------- | ------- |
| 1         | Dieter Wendisch, Walter Dießner, Ullrich Dießner, Gottfried Döhn, Andreas Gregor      | Östtyskland   | 6:14,51 |
| 2         | Artūrs Garonskis, Dimants Krišjānis, Dzintars Krišjānis, Žoržs Tikmers, Juris Bērziņš | Sovjetunionen | 6:19,05 |
| 3         | Grzegorz Stellak, Adam Tomasiak, Grzegorz Nowak, Ryszard Stadniuk, Ryszard Kubiak     | Polen         | 6:22,52 |
| 4         | José Manuel Bermúdez, Isidro Martín, Salvador Verges, Luis Lasúrtegui, Javier Sabriá  | Spanien       | 6:26,23 |
| 5         | Christo Aleksandrov, Vilkhelm Germanov, Georgi Petkov, Stoyan Stoyanov, Nenko Dobrev  | Bulgarien     | 6:28,13 |
| 6         | Daniel Homberger, Peter Rahn, Roland Stocker, Peter Stocker, Karl Graf                | Schweiz       | 6:30,26 |

#### B-final
| Placering | Roddare                                                                       | Land            | Tid     |
| --------- | ----------------------------------------------------------------------------- | --------------- | ------- |
| 7         | Lenny Robertson, Gordon Rankine, Colin Seymour, John Roberts, Alan Inns       | Storbritannien  | 6:27,11 |
| 8         | Laildo Machado, Wandir Kuntze, Walter Soares, Henrique Johann, Manuel Mandel  | Brasilien       | 6:33,29 |
| 9         | Pavel Konvička, Martin Hladík, Jan Kabrhel, Milan Suchopár, Antonín Barák     | Tjeckoslovakien | 6:35,27 |
| 10        | Milan Ćulibrk, Vladimir Krstić, Božidar Ðorđević, Dušan Kovačević, Saša Mimić | Jugoslavien     | 6:37,15 |
| 11        | Iain Kennedy, Pat McDonagh, Ted Ryan, Davey Gray, Noel Graham                 | Irland          | 6:44,76 |
| 12        | Francisco Mora, Juan Bueno, Juan Alfonso, Antonio Riaño, Enrique Carrillo     | Kuba            | 6:53,37 |